# Aloys Henhöfer
Aloys Henhöfer (né le 11 juillet 1789 à Völkersbach, mort le 5 décembre 1862 à Spöck) est un théologien chrétien allemand du Mouvement du réveil (Erweckungsbewegung).

## Biographie
Henhöfer est le quatrième enfant d'une famille d'agriculteurs catholiques du margraviat de Bade. Il va au Gymnasium de Rastatt à partir de 1802 et étudie à l'université de Fribourg-en-Brisgau à partir de 1811. En 1814, il arrive au séminaire de Meersburg, où il est ordonné prêtre catholique en 1815. En tant que précepteur, il s'occupe du baron Jules de Gemmingen-Steinegg au château de Steinegg près de Mühlhausen an der Würm, où il est aussi prêtre en 1818 après la mort de son prédécesseur.
Dans le pauvre Mühlhausen, la contrebande et le braconnage sont forts, les jeunes montrent des signes de négligence. Henhöfer prêche "l'évangile pur" à travers la géographie religieuse et attire les croyants catholiques et évangéliques à ses sermons. En 1819, il prend contact avec la congrégation piétiste de Korntal (de), mais la même année, il doit répondre au vicariat épiscopal de Bruchsal pour le contenu de ses sermons. Il se détache de plus en plus de l'Église catholique, il est ainsi suspendu de ses fonctions en 1822, convoqué à Bruchsal et fait face à 80 accusations. Après avoir présenté au vicariat un opuscule présentant son point de vue sur la Bible, il est excommunié de l'Église catholique en 1822.
En 1823, Henhöfer se convertit finalement au protestantisme. Il est suivi par 44 familles,soit un total de 220 personnes de son ancienne paroisse à Mühlhausen, y compris la maison de Gemmingen-Steinegg (de). Julius von Gemmingen-Steinegg fait construire une église évangélique à Mühlhausen en 1830 et installe une école évangélique avec des habitations pour le professeur et le pasteur. Henhöfer, cependant, se voit refuser un poste de pasteur évangélique à Mühlhausen par l'intervention de l'église catholique. Il est transféré à Graben, près de Karlsruhe.
Après un sermon dans l'église du château de Karlsruhe en 1827, il est transféré à la paroisse de Spöck et Staffort, où il exerce jusqu'à sa mort en 1862. À partir de 1830, il se bat pour la confession d'Augsbourg et contre l'introduction d'un catéchisme rationaliste.
Avec la participation de Henhöfer, plusieurs orphelinats et maisons d'assistance, dont la Fondation Hardt, et deux maisons de diaconesses à Karlsruhe et Nonnenweier sont construits à partir de 1848. En 1856, Henhöfer reçoit un doctorat honorifique de l'université de Heidelberg.
Il meurt d'une pneumonie en 1862 et est enterré à Spöck.
Il est célébré le 5 décembre dans le calendrier évangélique luthérien des saints (de).